# Tallium-klorid
A tallium-klorid egy talliumból és klórból álló kémiai vegyület, képlete TlCl. 

## Előfordulása
Előfordul a lafossait ásványban, amit tallium-bromiddal 1:1 arányban alkot.

## Előállítása
Elő lehet állítani tallium-szulfát vagy tallium-nitrát és sósav reakciójával:
{\displaystyle \mathrm {Tl_{2}SO_{4}+HCl\longrightarrow TlCl} }

## Tulajdonságai
A tallium-klorid egy fehér, nem gyúlékony szilárd anyag, Vízben mérsékelten oldódik. Híg sósavval vagy salétromsavval oldékonyabbá tehető. Köbös cézium-klorid kristályszerkezete van a = 383,4 pm. Frissen előállítva színtelen.

## Felhasználása
A tallium-bromiddal együtt használják tallium-bromid-jodid előállítására, ami egy vegyes kristály, és a spektroszkópiában használják. Használják bináris komplexek előállítására, például tallium-ciklodifoszfán, ami érdekes fém-fém kölcsönhatásokkal rendelkezik. A tallium-210-kloridot használják szívizom szcintigráfiában. Az alacsony oldhatóságát használják ki kémiai szintézisekben: fém-klorid reagáltatásával TlPF6 a megfelelő komplex fém-hexafluor-foszfát-származék keletkezik. Az AgPF6-hoz hasonlóan használják , kivéve, hogy a Tl + sokkal gyengébb oxidálószer.

## Biztonság
A tallium-klorid, mint minden tallium-vegyület, erősen toxikus, annak ellenére, hogy az alacsony oldhatósága korlátozza a toxicitását némileg. 

## Fordítás
Ez a szócikk részben vagy egészben  a   Thallium(I)-chlorid című német Wikipédia-szócikk fordításán alapul.  Az eredeti cikk szerkesztőit annak laptörténete sorolja fel. Ez a jelzés csupán a megfogalmazás eredetét és a szerzői jogokat jelzi, nem szolgál a cikkben szereplő információk forrásmegjelöléseként.
Ez a szócikk részben vagy egészben  a   Thallium(I) chloride című angol Wikipédia-szócikk ezen változatának fordításán alapul.  Az eredeti cikk szerkesztőit annak laptörténete sorolja fel. Ez a jelzés csupán a megfogalmazás eredetét és a szerzői jogokat jelzi, nem szolgál a cikkben szereplő információk forrásmegjelöléseként.